# Монітори класу Sava
Монітори класу Sava входили до складу Військово-морського флоту Австро-Угорщини і були розроблені на основі досвіду експлуатації моніторів класу Enns. Однотипні монітори «Sava» і «Bosna» назвали на честь приток Дунаю річок Сава та Босна.

## Історія
Монітори увійшли 1915 до складу Дунайської флотилії, де брали участь у бойових діях на ріках імперії в часі Першої світової війни.
Після завершення війни 1918 монітори знаходився у Будапешт. В Угорщині монітор «Sava» захопили заколотники і назвали «SOCA», але по рішенню Антанти передали 1920 Румунії, де отримав назву «Bucovina». 
Під час Другої Світової війни використовувався для супроводження конвоїв у Чорному морі. З нього демонтували кулемети, встановивши замість них 610 міліметровий бомбомет для скидання глибинних бомб.
У 1944 був захоплений і введений до Дунайської флотилії СРСР під назвою «Ізмаїл» (10 листопада 1944). Повернутий у 1950-х роках Румунії і 1955 виведений зі складу флотилії.
Монітор «Bosna» після завершення війни 1918 він перебував у флоті Державі Словенців, Хорватів і Сербів, а з 1919 під назвою «VARDAR» потрапив до флоту Югославії. Після початку війни у квітні 1940 затоплений власним екіпажем неподалік Белграду. Був піднятий і прийнятий до флоту Хорватії. Влітку 1944 затоплений власним екіпажем. Був піднятий і знаходився у флоті Югославії. Порізаний на металобрухт 1955 року.